# 제3야전군
제3야전군(三野戰軍司令部, 영어: Third ROK Army, 상징명칭 선봉대(先鋒臺)는 경기도 용인시에 본부를 두고 있는 대한민국 육군의 세 번째 야전군이었다. 한반도 군사 분계선을 기준으로 서부 전선인 경기 지방을 방위하는 임무를 가진다. 선봉대란 별명은 박정희 대통령에 의해 제3야전군이 경기 지방을 방어하는 막중한 사명을 가진다고 하여 명명되었다.

## 역사
닉슨 독트린에 따라 주한 미군의 병력이 감축되면서, 제1군단과 제7사단이 한반도에서 철수하였다. 서부 전선 지역의 전력이 사라지는 것에 대응하기 위해 국방부는 1973년 7월 1일 대구광역시에서 주월한국군사령부를 제3야전군으로 재편하였다. 제1야전군으로부터 경기도 지역을 인수받고, 제1군단, 제5군단, 6군단을 포함한 49개 부대를 예하 부대로서 배속받았다.
1973년 제2해병여단은 해체되지 않고, 제5해병여단과 임무를 교대하여 김포반도에 주둔하였다. 그리고 제9사단은 해군 제5해역사령부의 지상 작전지역을 인수받고, 이듬해 1974년 경인지역방어사령부(경기도-인천, 지금의 수도군단)의 통제하에 작전 임무를 수행하기 시작하였다.
1992년 한미야전군사령부(한미 제1군단으로 더 잘알려져 있음)이 해체되고, 주한 공군-제3군 항공 연락반(TROKA-ALO)이 창설되었다.
2013년 5월 14일에 "~군사령관"에서 "~야전군사령관"으로 구분하고 임무를 명확하게 교정하려는 목적에 따라 명칭을 개정하는 법안이 통과했다. 이로서 제1, 2, 3군사령관으로 불리던 직책은 (제1,3)야전군사령관, 제2군사령관은 제2작전사령관으로 바뀌었다.
제306보충대대가 1959년 4월 1일에 창설되어 2014년 12월 31일까지 55년간의 모병 임무를 마치고 해체되는 계획이 확정되었다. 징집 대상자는 2015년부터 경기도 지역의 각 사단의 신교대대를 통해 입대하게 된다.

### 차후 계획
2000년 12월에 국방개혁 2020 계획에 따라 제1야전군과의 통합되어 지상작전사령부가 창설될 예정이었으나, 너무 빠르게 제1, 3야전군을 해체하였을 경우에 생길 영향으로 전투력 공백화 등의 갖가지 문제가 생길 수 있어 2019년부터 통합되었다. 국방부는 2014년 3월 6일 국방개혁 기본계획 2014~2030을 발표하고 지상 작전 사령부의 창설 계획을 재추친하겠다고 밝혔으며, 시기는 안보와 전시작전통제권을 전환받는 시기에 맞춰 조정될 예정이다.

## 편성
구성부대
- 수도군단
- 제1군단
- 제5군단
- 제6군단
- 제7기동군단

예하부대
- 제3야전수송교육단
- 제13정보통신단
- 제306보충대대 - 2014년 12월 해체
- 주한 공군-제3야전군 항공연락반 (TROKA-ALO) - 1992년 창설
- 제1101공병단

지원부대
- 제2군수지원사령부
- 제3군수지원사령부
- 제11항공단 (항공작전사령부)

## 역대 사령관
제3야전군 사령관은 창설이래 제4대 사령관 이건영 중장을 제외하고 모두 대장을 거쳐가고 있다.
마지막 지휘관은 김운용 대장이다.
| 정부        | 역대 | 이름      | 비고                                                                              |
| 제4공화국   | 초대 | 이세호    | 6군단장, 주월한국군사령관 역임. 사령관 이후 육군참모총장 역임.                    |
| 제4공화국   | 2대  | 김종환    | 2군단장, 보안사령관 역임. 사령관 이후 합동참모의장 역임.                          |
| 제4공화국   | 3대  | 박희동    | 1군단장, 제2작전사령관 역임.                                                      |
| 제4공화국   | 4대  | 이건영    | 5군단장, 육군참모차장 역임. 12.12 군사반란으로 강제 예편.                         |
| 제4공화국   | 5대  | 유학성    | 12.12 군사반란 핵심 참가자. 사령관 이후 안기부장 역임.                            |
| 제4공화국   | 6대  | 황영시    | 12.12 군사반란 핵심 참가자. 사령관 이후 육군참모총장 역임.                        |
| 제5공화국   | 7대  | 정호용    | 하나회. 특수전사령관, 육군참모차장 역임. 사령관 이후 육군참모총장 역임.           |
| 제5공화국   | 8대  | 박희도    | 하나회. 특수전사령관, 육군참모차장 역임. 사령관 이후 육군참모총장 역임.           |
| 제5공화국   | 9대  | 최세창    | 하나회. 1군단장, 육군참모차장 역임. 사령관 이후 합동참모의장 역임.                |
| 제5공화국   | 10대 | 고명승    | 하나회. 수도방위사령관, 보안사령관 역임.                                          |
| 제6공화국   | 11대 | 신말업    | 하나회. 2군단장, 육군참모차장 역임.                                               |
| 제6공화국   | 12대 | 구창회[5] | 하나회, 수도방위사령관, 보안사령관 역임.                                          |
| 김영삼 정부 | 13대 | 윤용남    | 5군단장, 합참 전략기획본부장 역임. 사령관 이후 육군참모총장, 합참의장 역임.       |
| 김영삼 정부 | 14대 | 도일규    | 수도방위사령관 역임. 사령관 이후 육군참모총장 역임.                               |
| 김영삼 정부 | 15대 | 유재열    | 2군단장, 군수사령관 역임.                                                         |
| 김대중 정부 | 16대 | 길형보    | 수도군단장, 육군참모차장 역임. 사령관 이후 육군참모총장 역임.                     |
| 김대중 정부 | 17대 | 이남신    | 8군단장, 기무사령관 역임. 사령관 이후 합동참모의장 역임.                          |
| 김대중 정부 | 18대 | 서종표    | 6군단장, 국방대 총장 역임.                                                        |
| 노무현 정부 | 19대 | 이상희    | 제5군단장, 합참 작전본부장 역임. 사령관 이후 합동참모의장 역임.                   |
| 노무현 정부 | 20대 | 김관진    | 제2군단장, 합참 작전본부장 역임. 사령관 이후 합동참모의장 역임.                   |
| 노무현 정부 | 21대 | 백군기    | 특전사령관, 인사사령관 역임.                                                      |
| 이명박 정부 | 22대 | 이상의    | 제8군단장 역임. 사령관 이후 합동참모의장 역임.                                    |
| 이명박 정부 | 23대 | 김상기    | 특전사령관, 정책실장 역임. 사령관 이후 육군참모총장 역임.                         |
| 이명박 정부 | 24대 | 이홍기    | 6군단장, 합참 작전본부장 역임.                                                    |
| 이명박 정부 | 25대 | 권혁순    | 수도방위사령관, 합참 지원본부장 역임.                                             |
| 박근혜 정부 | 26대 | 김현집    | 하나회. 제5군단장, 합동참모차장 역임. 사령관 이후 한미연합군사령부 부사령관 역임. |
| 박근혜 정부 | 27대 | 엄기학    | 1군단장, 합참 작전본부장 역임.                                                    |
| 문재인 정부 | 28대 | 김운용    | 제3보병사단장, 제2군단장 역임. 마지막 사령관.                                     |

## 같이 보기
- 주월한국군사령부
- 대한민국 육군의 부대 조직 및 편성 목록
- 주한미군
- 한미연합사령부

## 참고

### 인용
1. ↑  권경선 (2013년 5월 14일). “군사령관→야전군사령관으로 명칭 변경”. 한국일보. 2014년 4월 22일에 원본 문서에서 보존된 문서. 2014년 4월 21일에 확인함.
2. ↑  김지선 (2013년 12월 5일). “의정부 306보충대대 55년 만에 '역사 속으로'”. YTN. 2014년 4월 7일에 확인함.
3. ↑  김도윤 (2013년 12월 5일). “'호국 요람' 306보충대 55년 만에 역사의 뒤안길로”. 연합뉴스. 2014년 4월 7일에 확인함.
4. ↑  박석호 (2014년 12월 5일). “306보충대대 해체…경기지역은 사단 신교대로 입영”. SBS. 2014년 12월 5일에 확인함.
5. ↑  김민석 (2002년 2월 23일). “지상 작전사령부 창설 무기연기”. 동아일보. 2014년 3월 17일에 원본 문서에서 보존된 문서. 2014년 3월 17일에 확인함.
6. ↑  김정욱 (2014년 3월 6일). “육군 1·3군사령부 폐지, 지상작전사령부 신설”. 뉴스1. 2014년 3월 17일에 확인함.

### 자료
- “3야전군사령부 창설”. 국가기록원. 2007년 12월 1일. 2011년 3월 26일에 확인함.
- “TROKA (Third ROK Army) / 3rd Field Army Command” (영어). globalsecurity.org. 2015년 3월 5일에 확인함.